# Klenová (Eslováquia)
Klenová (em húngaro: Kelen) é um município da Eslováquia, situado no distrito de Snina, na região de Prešov. Tem 20,01 km² de área e sua população em 2018 foi estimada em 508 habitantes.

## Demografia
| Ano:        | 1994 | 2004   | 2014   | 2024   |
| ----------- | ---- | ------ | ------ | ------ |
| Broj ljudi: | 515  | 533    | 530    | 496    |
| Razlika:    |      | +3,49% | -0,56% | -6,41% |

| Ano:               | 2023 | 2024   |
| ------------------ | ---- | ------ |
| Número de pessoas: | 499  | 496    |
| Diferença:         |      | -0,60% |